# Georg Robert Florey
Georg Robert Florey (* 16. Mai 1807 in Chemnitz; † 20. Juni 1886 in Wachwitz) war ein evangelisch-lutherischer Pfarrer und Autor.

## Leben und Wirken
Nach der Schul- und theologischen Ausbildung wurde Florey 1835 lutherischer Pfarrer in Lauterbach bei Chemnitz. 1846 übernahm er das Pfarramt in Auerswalde.
Sein Sohn Georg William Florey (1852–1917) wurde ebenfalls Pfarrer und starb in Niederlößnitz. Der Verwaltungsjurist Georg Florey (1882–1973) war sein Enkel.

## Publikationen
- Bibelstunden über den Brief St. Pauli an die Philipper. Leipzig, 1857
- Züge am Missionsnetz. Missionsstunden. 6 Hefte, Leipzig, 1853ff.
- Schriftgemäße Predigtentwürfe über Texte eines vollständigen Kirchenjahres., 3. Aufl., Leipzig, 1856.
- Stimmen an das Christenherz am Altare des Herrn. Eine Sammlung von Entwürfen zu Beichtreden. 3. Aufl., Leipzig.
- Trost und Mahnung an Gräbern. Eine Sammlung von Entwürfen zu Leichenpredigten und Grabreden. 7. Aufl., Leipzig, 1872.
- Codex der sächsischen Elementarvolksschule. Leipzig, 1852.